# 科兰科杜
科兰科杜（Kollankodu），是印度泰米尔纳德邦甘尼亚古马里县的一个城镇。总人口34322（2001年）。

## 人口
该地2001年总人口34322人，其中男性17393人，女性16929人；0—6岁人口4481人，其中男2294人，女2187人；识字率71.83%，其中男性为73.60%，女性为70.02%。